# پاتانکوت
پاتانکوت (به انگلیسی: Pathankot) یک منطقهٔ مسکونی در هند است که در بخش پاتانکوت در ایالت پنجاب هند واقع شده‌است. پاتانکوت به عنوان منطقه ای از پنجاب به‌طور رسمی در تاریخ ۲۷ ژوئیه ۲۰۱۱ اعلام شد.